# Adrift (filme de 2018)
Adrift (Brasil: Vidas à Deriva / Portugal: À Deriva) é um filme de drama romântico estadunidense de 2018 produzido e dirigido por Baltasar Kormákur e escrito por David Branson Smith, Aaron Kandell e Jordan Kandell. O filme é baseado na autobiografia Red Sky at Mourning ("Céu Vermelho em Luto: A Verdadeira História do Amor, Perda e Sobrevivência no Mar", de 2002) de Tami Oldham Ashcraft, que relata eventos que ocorreram durante a passagem do furacão Raymond em 1983. O filme é estrelado por Shailene Woodley e Sam Claflin como um casal que está à deriva no meio do Oceano Pacífico após ir de encontro ao furacão e deve encontrar o caminho para o Havaí com um barco danificado e sem rádio.
Adrift foi lançado nos Estados Unidos em 1 de junho de 2018 pela STXfilms e recebeu críticas mistas da crítica, que elogiou o desempenho de Woodley e a cinematografia, mas criticou a narrativa familiar.

## Sinopse
Cinco meses antes do furacão, Tami chega ao Taiti a bordo da escuna Sofia e conhece Richard Sharp, um marinheiro britânico. Richard convida Tami para jantar a bordo de seu barco Mayaluga. Durante o jantar, Richard revela que teve alucinações depois de dias no mar.
Pouco antes de embarcarem na viagem malfadada, Tami e Richard esbarram em Peter e Christine Crompton, proprietários do Hazaña, um luxuoso iate Trintella 44. Os Cromptons oferecem a Richard US$10,000 e uma passagem de volta em primeira classe para o Taiti para ajudá-los a embarcar o Hazaña para San Diego, Califórnia. Richard aceita a oferta, com a condição de que Tami possa ir junto. Ele propõe casamento a Tami com um anel feito à mão, e ela aceita.
Pouco antes da chegada do furacão, Tami e Richard recebem notícias do iminente Furacão Raymond, mas decidem continuar para San Diego de qualquer maneira. Quando a tempestade chega, Tami tenta pedir ajuda pelo rádio, sem sucesso. A tempestade altera o curso e o iate entra no centro da tempestade. Richard e Tami não têm escolha a não ser baixar as velas para evitar que o barco tombe. Tami quase cai do iate depois que o barco bate em ondas turbulentas. Richard professa seu amor por ela e exige que ela vá para baixo, onde estará mais segura. Hazaña é repetidamente invertido após encontrar uma onda perigosa. Tami é arremessada, sofrendo de um ferimento na cabeça, e Richard é lançado ao mar quando fica inconsciente pelo mastro e seu cinto de segurança quebra. Ele afunda lentamente no oceano, enquanto o Hazaña salta e flutua de volta à superfície depois disso.
Tami acorda no iate Hazaña após ficar inconsciente. Ela vasculha o iate danificado na esperança de encontrar seu noivo, Richard, e percebe que ele foi levado para o mar em um furacão catastrófico. Tami grita de angústia e é revelado que ela está sozinha, sem navios ou terras à vista.
No Hazaña destruído, Tami descobre que todos os dispositivos eletrônicos foram danificados por danos causados pela água, impedindo-a de fazer chamadas de socorro. Ela avista o bote perdido com Richard agarrado a ele e tenta velejar o navio em sua direção, sem sucesso. Depois de cair do iate e quase se afogar, ela não tem escolha a não ser fazer reparos no navio para colocá-lo em movimento. Ela confecciona uma vela improvisada usando uma vara quebrada e uma bujarrona (uma vela triangular) e uma bomba para evitar que a cabine alague. Ela então caminha em direção a Richard. Depois de salvá-lo, Tami percebe que Richard quebrou costelas e uma canela direita estilhaçada. Enquanto procura por suprimentos de comida, ela percebe que tem um ferimento na cabeça e costura a ferida com uma agulha de vela e linha.
Tami decide mudar de rumo para o Havaí após uma discussão ilusória de opções com Richard. Ela vê um navio-tanque indo direto para o Hazaña e dispara vários sinalizadores, mas o navio passa direto por eles. Tami se pergunta se ela está tendo alucinações. Richard começa a ter febre alta; ele lembra a Tami que um céu vermelho significa uma tempestade. Tami se prepara criando um abrigo improvisado.
Tami percebe que Richard ferido a bordo do Hazaña não é nada além de uma alucinação, e ela se rende à realidade de que Richard se perdeu no mar. Ela vê um navio de pesquisa japonês à distância e dispara dois sinalizadores. O navio segue em direção a Tami, resgatando-a. Tami retorna ao Taiti depois de se recuperar e visita o barco de Richard, explodindo em lágrimas ao ver as fotos dela e de Richard. Ela vai à praia com uma flor de frangipani, coloca seu anel de casamento em volta da flor e a deixa entrar na água.
É revelado nos créditos que Richard Sharp foi varrido ao mar e nunca encontrado; Tami Oldham ficou sozinha a bordo do Hazaña por 41 dias e ela continua a navegar até o momento.

## Elenco
- Shailene Woodley como Tami Oldham
- Sam Claflin como Richard Sharp
- Jeffrey Thomas como Peter Crompton
- Elizabeth Hawthorne como Christine Crompton
- Grace Palmer como Deb

## Produção
Adrift foi adquirida pela STX Entertainment em fevereiro de 2017. O estúdio foi definido para produzir e distribuir o filme, estrelado por Shailene Woodley como Tami Oldham, e dirigido por Baltasar Kormákur a partir de um roteiro de Aaron & Jordan Kandell. Os Kandells e Woodley também produziram o filme, junto com Kormákur, por meio de seu RVK Studios, e Ralph Winter. Em abril de 2017, Miles Teller entrou em negociações para co-estrelar ao lado de Woodley, com quem ele havia colaborado quatro vezes antes. No entanto, em maio de 2017, Sam Claflin entrou para o filme no papel destinado a Teller, que teve que deixar a produção devido a "conflitos de agenda".
A fotografia principal do filme começou em julho de 2017 em Fiji e durou cinco semanas. O elenco e a equipe faziam passeios de barco de duas horas no oceano todos os dias, e Woodley afirmou que muitos membros ficaram enjoados durante as filmagens.

### Música
"Where's My Love" da SYML foi apresentada no primeiro trailer de Adrift, que foi lançado em 14 de março de 2018. "Song for Zula", de Phosphorescent foi apresentada no trailer final, lançado em 7 de maio de 2018.
O compositor indicado ao Oscar Hauschka compôs a trilha sonora original do filme. A trilha sonora do filme inclui sua trilha sonora original e um cover de "I Hope That I Don't Fall In Love With You", de Tom Waits, de Emilíana Torrini. Também apresentado no filme, mas não na trilha sonora, está "Picture In A Frame" de Waits, que é tocada durante uma cena de Tami Oldham Ashcraft antes dos créditos finais. A trilha sonora foi lançada pela Sony Classical e está disponível no Apple Music, Spotify e Amazon Music.

## Lançamento
Adrift foi lançado em 1 de junho de 2018 nos Estados Unidos pela STX Entertainment. A produção de US$35 milhões do filme foi principalmente coberta por pré-vendas estrangeiras, totalizando até US$20 milhões. STX respondeu por US$3 milhões do orçamento restante do filme de US$15 milhões (co-financiado pela Lakeshore Entertainment, Huayi Brothers, Ingenious), com US$25 milhões adicionais gastos em impressões e publicidade.

### Bilheteria
Adrift arrecadou US$31,4 milhões nos Estados Unidos e Canadá, e US$28,5 milhões em outros territórios, para um total bruto de US$59,9 milhões, contra um orçamento de produção de US$35 milhões. Nos Estados Unidos e Canadá, Adrift foi lançado junto com Action Point e Upgrade, e foi projetado para arrecadar US$10–15 milhões em 3,015 cinemas em seu fim de semana de estreia. O filme arrecadou US$4,2 milhões em seu primeiro dia, incluindo US$725,000 nas prévias de quinta-feira à noite. Ele estreou com US$11,6 milhões, terminando em terceiro, atrás de Solo: A Star Wars Story e Deadpool 2; 62% do seu público era feminino, com 69% com mais de 25 anos. O filme caiu 55% para US$5,3 milhões em sua segunda semana, terminando em sexto.

### Resposta da crítica
No Rotten Tomatoes, o filme tem uma taxa de aprovação de 70% com base em 191 resenhas e uma média de 6,16/10. O consenso crítico do site diz: "Adrift navega suavemente entre a história de amor e o drama de sobrevivência, graças em grande parte a uma emocionante atuação central de Shailene Woodley". No Metacritic, o filme tem uma pontuação média ponderada de 56 de 100, com base em 31 críticos, indicando "críticas mistas ou médias". O público entrevistado pela CinemaScore deu ao filme uma nota média de "B" em uma escala de A+ a F.

### Premiações
| Ano  | Associação                              | Categoria                   | Destinatário     | Resultado       | Ref.   |
| ---- | --------------------------------------- | --------------------------- | ---------------- | --------------- | ------ |
| 2018 | Deauville American Film Festival        | Prêmio Estrela em Ascensão  | Shailene Woodley | Venceu          | [ 19 ] |
| 2018 | Teen Choice Awards                      | Choice Summer Movie Actress | Shailene Woodley | Indicado        | [ 20 ] |
| 2018 | Teen Choice Awards                      | Choice Summer Movie Actor   | Sam Claflin      | Indicado        | [ 20 ] |
| 2018 | Teen Choice Awards                      | Choice Summer Movie         | Adrift           | Indicado        | [ 20 ] |
| 2018 | People's Choice Awards                  | Drama Movie Star of 2018    | Shailene Woodley | Pré-selecionado | [ 21 ] |
| 2018 | People's Choice Awards                  | Drama Movie of 2018         | Adrift           | Pré-selecionado | [ 21 ] |
| 2018 | 21st Annual SCAD Savannah Film Festival | Prêmio Spotlight            | Shailene Woodley | Venceu          | [ 22 ] |